# Strada statale 583 Lariana
L'ex strada statale 583 Lariana (SS 583), ora strada provinciale 583 ex strada statale Lariana (SP 583) in provincia di Como, e strada provinciale 583 Lariana (SP 583) in provincia di Lecco, è una strada provinciale italiana che mette in collegamento i capoluoghi di provincia Como e Lecco, passando per il litorale del Triangolo Lariano.

## Storia
La strada statale 583 "Lariana" venne istituita nel 1969 sul percorso Como - Bellagio - Lecco. Il tratto da Como a Bellagio venne costruito tra il 1911 e il 1917.
Nel 1990 la strada venne estesa di alcuni chilometri, da Lecco a Pescate, incorporando un tratto appartenuto fino ad allora alla SS 36, contemporaneamente deviata su un nuovo tracciato.
In seguito al decreto legislativo n. 112 del 1998, dal 2001, la gestione è passata dall'ANAS alla Regione Lombardia, che ha provveduto al trasferimento dell'infrastruttura al demanio della Provincia di Como e della Provincia di Lecco per le tratte territorialmente competenti.

## Percorso
Partendo dal nord della città (Como), la strada si snoda lungo la costa orientale del lago omonimo su un tracciato estremamente panoramico, ma stretto, ondulato e pieno di curve; attraversa qui i centri di Blevio, Torno, Faggeto Lario, Pognana Lario, Nesso e Lezzeno tenendosi generalmente in alto sulla riva del lago, per giungere a Bellagio, nota località turistica situata all'unione tra i due rami che formano la parte meridionale del lago. Dirigendosi quindi verso sud (sulla riva occidentale del ramo lacustre di Lecco), la strada si mantiene quasi al livello del lago ed entra nel lecchese dove tocca Oliveto Lario e Malgrate; dopo pochi km raggiunge Lecco e termina quindi a Pescate.